# Heterohyrax brucei
Daman de Rhodésie
Espèce
Statut de conservation UICN

 LC  : Préoccupation mineure
Heterohyrax brucei, le Daman de Rhodésie, est une espèce de mammifère vivant du nord de l'Afrique du Sud jusqu'à l'Éthiopie et à l'Angola. Il existe aussi quelques populations en Algérie et au sud-ouest de la République démocratique du Congo.